# Nivala
Nivala [ˈnivɑlɑ] ist eine Kleinstadt in Nordwestfinnland. Sie liegt rund 150 km südlich der Stadt Oulu im Tal des Flusses Kalajoki in der Landschaft Österbotten.

## Überblick
Zur Stadt zählen neben dem Hauptort Nivala die Orte Aittoperä, Ahde, Haapaperä, Järvikylä, Karvoskylä, Maliskylä, Pahkakylä, Sarjankylä, Välikylä, Padinki, Paloperä, Haikara, Ruuskankylä, Jokikylä, Koskenperä und Ypyä. Der Hauptort Nivala ist der Kreuzungspunkt der Nationalstraßen 27 (Kokkola-Kajaani) und 28 (Ylavieska-Iisalmi).
Nivala ist wie die gesamte Region mehr ländlich als städtisch geprägt. Ein Großteil der Gemeindefläche wird landwirtschaftlich genutzt, ist flach und landschaftlich ausgesprochen reizlos. Der einzige nennenswerte See ist der südlich des Gemeindezentrums gelegene Pidisjärvi, der vom Kalajoki durchflossen wird.

## Politik
Stadtrat

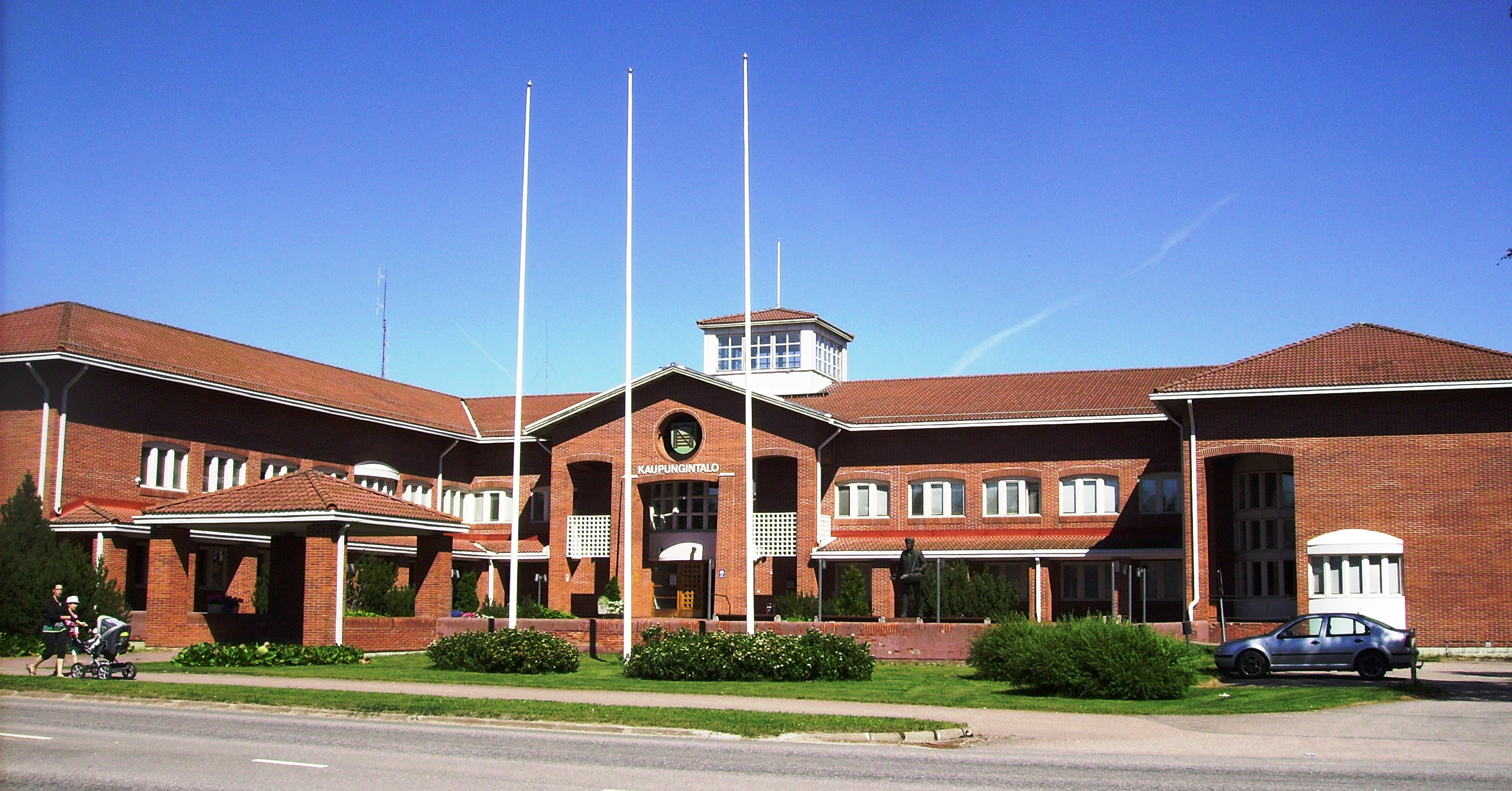
Rathaus von Nivala

Die dominierende politische Kraft in Nivala ist die Zentrumspartei. Bei der Kommunalwahl 2012 erhielt sie knapp zwei Drittel der Stimmen. Im Stadtrat stellt sie 24 von 35 Abgeordneten. Je drei Sitze konnten die konservative Nationale Sammlungspartei, die Sozialdemokraten und die rechtspopulistischen Wahren Finnen erringen. Je ein Mandat erhielten das Linksbündnis und die Christdemokraten.
| Partei                    | Wahlergebnis 2012 | Sitze   |
| ------------------------- | ----------------- | ------- |
| Zentrumspartei            | 64,6 % (+2,1)     | 24 (+1) |
| Wahre Finnen              | 9,6 % (+3,0)      | 3 (+1)  |
| Sozialdemokraten          | 8,6 % (−0,7)      | 3 (±0)  |
| Nationale Sammlungspartei | 8,2 % (−3,4)      | 3 (−1)  |
| Christdemokraten          | 5,1 % (−0,1)      | 1 (−1)  |
| Linksbündnis              | 2,1 % (−2,5)      | 1 (±0)  |
| Andere                    | 1,7 % (+1,7)      | 0 (±0)  |

## Söhne und Töchter der Stadt
- Kaisa Kallio (1878–1954), Hausfrau und Landwirtin
- Anni Rättyä (1934–2021), Speerwerferin
- Unto Hautalahti (* 1936), Radrennfahrer
- Helena Takalo (* 1947), Skilangläuferin
- Kalevi Marjamaa (* 1953), Boxer
- Raimo Kauppila (* 1958), Sportschütze
- Atte Ohtamaa (* 1987), Eishockeyspieler